# Спортивные арены зимних Азиатских игр 2011
7-е Зимние Азиатские игры 2011 прошли в городах Астана и Алма-Ата (Казахстан) в январе—феврале 2011 года.
Спортивные сооружения, использованные во время церемонии открытия и закрытия, а также во время соревнований:
| № | Объект                                               | Адрес                                                         | Виды спорта                                                 | Вместимость объекта                           |
| - | ---------------------------------------------------- | ------------------------------------------------------------- | ----------------------------------------------------------- | --------------------------------------------- |
| 1 | Астана Арена                                         | г. Астана, пр-т Кабанбай батыра                               | Официальная церемония открытия игр                          | 30000 посадочных мест                         |
| 2 | Ледовый Дворец «Алау»                                | г. Астана, пр-т Кабанбай батыра                               | Конькобежный спорт                                          | 8773 посадочных мест                          |
| 3 | Республиканский велотрек                             | г. Астана, пр-т Кабанбай батыра, рядом с футбольным стадионом | Шорт-трек, фигурное катание                                 | 8000 посадочных мест                          |
| 4 | Дворец спорта «Казахстан»                            | г. Астана уг. улиц Мунайтпасова и Мирзояна                    | Хоккей с шайбой (мужчины)                                   | 4050 посадочных мест, около 1000 стоячих мест |
| 5 | Международный комплекс лыжных трамплинов К-95, К-125 | г. Алмат-Ата пересечение ул. Ремизовка и пр-та Аль-Фараби     | Прыжки на лыжах с трамплина                                 | 5200 сидячих мест                             |
| 6 | Лыжно-биатлонный стадион                             | Алматинская область Талгарский район, Солдатское ущелье       | Лыжные гонки, биатлон и ориентирование на лыжах             | 1800 сидячих мест и 1300 стоячих мест         |
| 7 | ВСК «Медео»                                          | г. Алма-Ата, ул. Горная 465                                   | Хоккей с мячом                                              | 8100 сидячих мест                             |
| 8 | Горнолыжная база «Шимбулак»                          | г. Алма-Ата, урочище Шымбулак, ул. Горная дом 640 «В»         | Фристайл, горные лыжи                                       | 1000 сидячих мест, 2000 стоячих мест          |
| 9 | Дворец спорта имени Балуана Шолака                   | г. Алма-Ата, угол ул. Байтурсынова и пр-та Абая               | Церемония закрытия Азиатских игр, хоккей с шайбой (женщины) | 3725 сидячих мест                             |